# Заборонити рашизм
«Заборонити рашизм» — перше науково-публіцистичне видання, у якому дається визначення рашизму як ідеології та суспільної практики сьогодення. Ця книга про новий вид фашизму, про його витоки, методи російського експансіонізму та гегемонізму щодо України, решти Європи і всього світу.
У книзі досліджуються витоки формування російського месіанства та експансіонізму, які стали підґрунтям до творення імперської ідеології «русского мира», набули гіпертрофованих рис та вилилися у пряму військову агресію проти суверенної держави Україна. Розповідається про історичні витоки формування української цивілізації та її конкуренцію з Московією (Росією) за природні та інтелектуальні ресурси української нації. Дається визначення, розкриваються сутнісні складові ідеології й практики рашизму як ідеології й суспільної практики сьогодення. Для широкого кола читачів.

### Ідея створення
Автором ідеї створення книги й натхненником проєкту був Віктор Огнев'юк – український філософ, професор, академік Національної академії педагогічних наук України, фундатор і ректор Київського університету імені Бориса Грінченка (2007–2022).

### Презентація видання
28 лютого 2023 року в Київському університеті імені Бориса Грінченка відбулася презентація актуального за своєю тематикою видання «Заборонити рашизм». Авторський колектив, який складається з провідних вітчизняних науковців-істориків, філософів, політологів, філологів і дипломатів, був присутній на презентації майже у повному складі. Презентацію книги було проведено у змішаному форматі, вона була доступна і для перегляду онлайн для студентів й усіх зацікавлених з різних куточків України та світу.
22 березня 2023 року книгу "Заборонити рашизм" презентували в Державному інформаційному агентстві України "Укрінформ".
11 травня 2023 року відбулася презентація книги в книгарні "Є".

### Авторський колектив
Віталій Андрєєв, доктор історичних наук, професор кафедри історії України Київського університету імені Бориса Грінченка;
Віктор Брехуненко, доктор історичних наук, професор, завідувач відділу актової археографії Інституту української археографії та джерелознавства імені М. С. Грушевського НАН України;
Михайло Відейко, доктор історичних наук, старший науковий співробітник, завідувач кафедри археології та давньої історії Київського університету імені Бориса Грінченка;
Ігор Гирич, доктор історичних наук, професор, завідувач відділу джерелознавства нової історії України Інституту української археографії та джерелознавства імені М. С. Грушевського НАН України;
Борис Гуменюк, доктор історичних наук, професор, Надзвичайний і Повноважний Посол, ректор Дипломатичної академії України при МЗС України (1996-2003);
Лариса Масенко, докторка філологічних наук, професорка, академікиня АН ВШ України, професорка кафедри української мови Національного університету «Києво-Могилянська академія», провідна наукова співробітниця Інституту української мови НАН України;
Юрій Митрофаненко, кандидат історичних наук, старший викладач кафедри теорії і методики середньої освіти Комунального закладу «Кіровоградський обласний інститут післядипломної педагогічної освіти імені Василя Сухомлинського»;
Віктор Огнев’юк, доктор філософських наук, професор, академік Національної академії педагогічних наук України, ректор Київського університету імені Бориса Грінченка (2007-2022);
Володимир Огризко, кандидат історичних наук, міністр закордонних справ України (2007–2009), керівник Центру дослідження Росії, проректор з міжнародної діяльності Київського університету імені Бориса Грінченка;
Олександр Палій, кандидат політичних наук, старший науковий співробітник, доцент кафедри політології та соціології Київського університету імені Бориса Грінченка;
Валентина Піскун, докторка історичних наук, професорка, завідувачка відділу джерелознавства новітньої історії України Інституту української археографії та джерелознавства імені М. С. Грушевського НАН України;
Павло Полянський, кандидат історичних наук, доцент, заступник державного секретаря Кабінету Міністрів України;
Володимир Сергійчук, доктор історичних наук, професор, завідувач кафедри історії світового українства Київського національного університету імені Тараса Шевченка;
Петро Чернега, доктор історичних наук, професор, завідувач кафедри етнології та краєзнавчого туризму Національного педагогічного університету імені М. П. Драгоманова.

### Цитати
«Україна є справжнім форпостом боротьби зі світовим злом, яке уособлює Росія. Нашій країні випала історична місія відіграти у цьому двобої вирішальну роль. Тривалість його залежить лише від здатності колективного Заходу усвідомити історичність отриманого шансу зламати хребет глобальній тоталітарній системі», – Володимир Огризко.
«Це війна двох світів, двох протилежних філософій, двох кардинально різних цивілізаційних векторів. Тому маємо всі підстави назвати нинішній героїчний і самовідданий спротив українців, отой бій «чоловіцтва зі звірством» московської навали національно-визвольною війною українського народу проти рашистських окупантів», – Борис Гуменюк.
«Основними причинами, що спонукали більшовиків жадати влади в Україні, стали геополітичне розташування, українські політичні партії, закорінені в місцевий ґрунт, <...> нарешті український хліб (в широкому розумінні — продовольство) та вугілля, тобто боротьба за життєво необхідні ресурси», – Валентина Піскун.
«Усе ХІХ ст. — це суцільна боротьба українських діячів за свою мову, літературу й освіту. У заборонах Росія виявилася послідовнішим ретроградом і поліційним цербером за німців, які дозволяли чеські школи і культуру національною мовою» – Ігор Гирич.
«Рашизм є еклектичним різновидом тоталітарної, фашистської за своєю суттю ідеології. В його підмурку — правовий нігілізм і культ брутальної сили. Йому також притаманний особливого штибу расизм, втілений в ідеології “русского мира” і в концепції РПЦ про “богообраність” російського етносу», – Павло Полянський.
«Російський фашизм — явище не нове і не чуже для історії Росії. У цій країні задовго до появи фашистів в Італії та нацистів у Німеччині виникали й доволі успішно існували та діяли близькі за своєю природою до фашизму організації», – Віталій Андрєєв.
«Колишній ординський улус, який віковою внутрішньою деспотією, гарбанням і гнобленням чужого розрісся до імперії-монстра, нині своєю вкрай агресивною ідеологією і практикою рашизму реально загрожує світовій цивілізації, перетворившись на державу-терористку», – Віктор Огнев’юк, Михайло Відейко.
«Спецоперація для вирішення українського питання» триває вже понад сто років. Щоразу українці дають відсіч рашистам різних поколінь та зупиняють їхні спроби повзучого просування «русского мира» Європою», – Юрій Митрофаненко.

### Відгуки про книгу
Сергій Грабовський, газета "День", 9 березня 2023 року написав: "Я не ставлю на меті написання рецензії на цю книгу, відтак не стану відзначати, з чим я згоден повністю, що мені видається не зовсім точним, а що – зовсім неточним. Зазначу лише, що йдеться чи не про перше «товсте», монографічного типу видання, автори якого називають чільні складники чинної російської ідеології й суспільно-політичної практики, простежують їхнє формування впродовж століть московської, а затим російської історії. Як на мене, в цьому і сила, і слабкість цього колективного твору, бо ж відмінності між традиційним, «класичним» російським деспотизмом і тими чи іншими різновидами тоталітаризму згладжуються, а то і нівелюються. Тим часом такі відмінності існують, бо йдеться про тоталітаризм, народжений у початкові декади ХХ століття якраз у Росії, яка інфікувала чимало країн у всьому світі та прагне розпочати нове коло цього ж («можем повторить!»)".
Євген Букет, кореспондент АрміяInform, пише в блозі:  "В останній день зими в Києві презентували знакове ідеологічне видання — «Заборонити рашизм», над яким у час широкомасштабного вторгнення рф в Україну працювало ціле сузір’я видатних українських науковців. І хоч книга позначається, як «науково-популярна», вона містить посилання на майже 500 джерел інформації — від архівних документів до праць всесвітньо визнаних дослідників".

## Інше
У серпні 2023 року запрацював сайт видання «Заборонити рашизм» https://banruscism.kubg.edu.ua/. На сайті розміщено електронний і аудіо формати книги, інформацію про авторів і наведені деякі цитати, які можна завантажити.